# Consell General del Mosa

Logo actual del Consell General del Mosa

El Consell General del Mosa és l'assemblea deliberant executiva del departament francès del Mosa a la regió del Gran Est. La seva seu es troba a Bar-le-Duc. Des de 2004, el president és Christian Namy (PR)

## Antics presidents del Consell
- 1939-1939: Pol Honnoré
- 1945-1973: Louis Jacquinot (UDR)
- 1973-1982: André Madoux (DVD)
- 1982-1998: Rémi Herment (UDF)
- 1998-2001: Roger Dumez (DVD)
- 2001-2004: Bertrand Pancher (UDF)
- 2004-...: Christian Namy (PR)

## Composició
El març de 2011 el Consell General de Mosa era constituït per 31 elegits pels 31 cantons del Mosa.
| Partit                        | Sigles | Electes |
| ----------------------------- | ------ | ------- |
| Oposició (14 escons)          |        |         |
| Partit Socialista             | PS     | 10      |
| Partit Comunista Francès      | PCF    | 1       |
| Moviment Demòcrata            | MoDem  | 1       |
| Partit Radical d'Esquerra     | PRG    | 1       |
| Sense etiqueta                | SE     | 1       |
| Majoria (17 escons)           |        |         |
| Unió pel Moviment Popular     | UMP    | 4       |
| Partit Radical                | PR     | 3       |
| Divers Droite                 | DVD    | 8       |
| Moviment per França           | MPF    | 1       |
| Moviment Demòcrata            | MoDem  | 1       |
| President del Consell General |        |         |
| Christian Namy (PS)           |        |         |